# Crataegus hissarica
Crataegus hissarica är en rosväxtart som beskrevs av Antonina Ivanovna Pojarkova. Crataegus hissarica ingår i Hagtornssläktet som ingår i familjen rosväxter. Inga underarter finns listade i Catalogue of Life.